# Bárbara Rey
Bárbara Rey (* 2. Februar 1950 in Totana, Murcia) ist eine spanische Fernsehmoderatorin und Schauspielerin.

## Leben
Ihre Eltern sind Andrés García Valenzuela und Salvadora García Molina. Rey vertrat Spanien beim 21. jährlichen Miss-World-Wettbewerb unter ihrem ursprünglichen Namen María García.
Sie erlangte nationale Bekanntheit in Spanien seit 1975 mit der Fernsehsendung Palmarés, die sie zum Sexsymbol machte. Danach trat sie in zahlreichen Revuen im Theater auf. In den 1970er Jahren wurde sie zu einer Ikone der Destape-Filme (Filme, in denen Spanier nach dem Ende der Franco-Zensur zum ersten Mal nackte Frauen im Film sehen konnten).
1980 heiratete sie den Löwenbändiger Ángel Cristo, mit dem sie zwei Kinder hat: Ángel (1981) und Sofía Cristo (1983). Sie arbeitete mit ihrem Ehemann in seinem Zirkus zusammen. Sie ließen sich 1988 scheiden.
In den 1980er-Jahren trat sie in zahlreichen Revuen und TV-Shows in Spanien auf, beispielsweise in Primera función (1989) oder Pero ¿esto qué es? (1989). Seit den 2000er Jahren war sie regelmäßiger Gast in Klatsch-TV-Shows und trat auch als Kandidatin in einigen Reality-Shows wie Esta cocina es un inferno, in Telecinco oder Acorralados auf. Ihr schauspielerisches Schaffen umfasst rund 50 Produktionen.
In den 1990er Jahren war sie die Geliebte von Juan Carlos I. und erhielt rund 3,6 Millionen Euro Schweigegeld.

## Filmografie
- 1969: Los cien caballeros
- 1969: La vida sigue igual
- 1970: Crimen perfecto
- 1971: A mí las mujeres ni fu ni fa
- 1972: París bien vale una moza
- 1973: La llamaban la madrina
- 1973: Separación matrimonial
- 1973: El consejero
- 1973: La noche de los brujos
- 1973: Das Mädchen aus der Roten Mühle (La chica del Molino Rojo)
- 1974: Das Geisterschiff der schwimmenden Leichen (El buque maldito)
- 1974: El amor empieza a medianoche
- 1974: El chulo
- 1974: Onofre
- 1975: Zorrita Martínez
- 1975: Mi mujer es muy decente, dentro de lo que cabe
- 1976: Cuando Conchita se escapa, no hay tocata
- 1976: La viuda andaluza
- 1976: Deseo
- 1976: Call Girl: La vida privada de una señorita bien
- 1976: La muerte ronda a Mónica
- 1976: Las delicias de los verdes años
- 1977: Carne apaleada
- 1977: Me siento extraña
- 1977: Cuentos de las sábanas blancas
- 1977: Virilidad a la española
- 1978: Das Teufelscamp der verlorenen Frauen
- 1978: La escopeta nacional
- 1978: Rostros
- 1978: Puerco mundo
- 1978: Historia de Eva
- 1978: Mi adúltero esposo
- 1978: Piccole Labbra
- 1979: Zeig mir, wie man’s macht (El periscopio)
- 1980: Unos granujas decentes